# Hiroaki Okuno (Fußballspieler)
Hiroaki Okuno (jap. 奥埜 博亮, Okuno Hiroaki; * 14. August 1989 in der Präfektur Osaka) ist ein japanischer Fußballspieler.

## Karriere
Hiroaki Okuno erlernte das Fußballspielen in der Jugendmannschaft von Vegalta Sendai sowie in der Universitätsmannschaft der Sendai-Universität. Von Februar 2009 bis Januar 2011 wurde er von der Sendai-Universität an Vegalta Sendai ausgeliehen. Der Verein aus Sendai, einer Großstadt in der Präfektur Miyagi, spielte in der zweithöchsten Liga des Landes, der J. League Division 2. 2009 wurde er mit Klub Meister der J2 und stieg in die erste Liga auf. 2012 wurde er fest von dem Erstligisten verpflichtet. Im gleichen Jahr feierte er mit dem Verein die japanische Vizemeisterschaft. Von Juli 2013 bis Januar 2015 wurde er an den Zweitligisten V-Varen Nagasaki nach Nagasaki ausgeliehen. Nach 56 Zweitligaspielen kehrte er nach der Ausleihe Anfang 2015 wieder zu Osaka zurück. 2018 stand er mit Sendai im Finale des Kaiserpokals. Das Endspiel verlor man gegen die Urawa Red Diamonds mit 0:1. 2019 unterschrieb er einen Vertrag beim Ligakonkurrenten Cerezo Osaka in Osaka. Nach 190 Ligaspielen wechselte er Ende März 2025 zum ebenfalls in der ersten Liga spielenden Shonan Bellmare.

## Erfolge
Vegalta Sendai
- Japanischer Zweitligameister: 2009  ▲
- Japanischer Vizemeister: 2012
- Japanischer Pokalfinalist: 2008